# Димитар (сликар)
Димитар (Леуново, XVI век) био је српски сликар и иконописац.

## Дело
Димитар (или Дмитар) је насликао две иконе на иконостасу цркве светог Николе у Топличком манастиру. Иконе су Успење Богородичино и Силазак светог Духа, обе насликане 1542. Данас се иконе налазе у Заводу за заштиту споменика и у Музеју у Битољу. Димитар је сликао и иконе за манастир Слепче (Демир Хисар): Успење Богородичино (данас се налази у Уметничкој галерији у Скопљу), Благовести, Рођење Христово и друге (данас се налазе у Археолошком музеју Македоније у Скопљу).